# Ricky Blanton
Ricky Wayne Blanton , (nacido el 21 de abril de 1966 en Miami, Florida) es un exjugador de baloncesto estadounidense. Con 2.01 de estatura, su puesto natural en la cancha era el de alero. Después de retirarse ha ejercido como entrenador en diversas universidades americanas.

## Trayectoria

### Clubes
| Club                            | País           | Año         |
| ------------------------------- | -------------- | ----------- |
| Killian High School             | Estados Unidos | 1983 - 1984 |
| Universidad Estatal de Luisiana | Estados Unidos | 1984 - 1989 |
| Reyer Venezia                   | Italia         | 1991 - 1992 |
| Wichita Falls Texans            | Estados Unidos | 1992 - 1993 |
| Chicago Bulls                   | Estados Unidos | 1993        |
| Sioux Falls Skyforce            | Estados Unidos | 1993        |
| Rapid City Thrillers            | Estados Unidos | 1993 - 1994 |
| Chalons-en-Champagne            | Francia        | 1993 - 1994 |
| Quilmes de Mar del Plata        | Argentina      | 1994 - 1995 |
| Ferro                           | Argentina      | 1995 - 1996 |